# Militärseelsorge (Österreich)
Unter Militärseelsorge ist die Arbeit Geistlicher der verschiedenen Religionen beim Militär zu verstehen.

## Katholische Militärseelsorge
1773, mit der Reorganisation der Militärseelsorge durch Kaiserin Maria Theresia, übernahm der Bischof von Wiener Neustadt, Johann Heinrich von Kerens, als erster Diözesanbischof – als apostolischer Feldvikar – die Leitung der Militärseelsorge.
Im Zuge der Heeresreform 1869 erfolgte auch eine Reorganisation der k.u.k. Militärseelsorge. Das Gebiet der österreichisch-ungarischen Monarchie wurde analog zu den 15 Militär-Territorialbezirken in ebenso viele Militär-Seelsorgebezirke eingeteilt. Neben den katholischen Militärseelsorgern wurden nun auch evangelische, orthodoxe und islamische Militärseelsorger installiert (jüdische Militärseelsorger waren nur für den Kriegsfall vorgesehen).

### Militärseelsorge in der Zweiten Republik
Mit 4. Oktober 1956 wurde vom Ministerrat die Einrichtung der Militärseelsorge in der Zweiten Republik beschlossen. Mit Dekret der Heiligen Konsistorialkongregation vom 21. Februar 1959 wurde der damalige Erzbischof von Wien, Franz Kardinal König, von Papst Johannes XXIII. zu seinem Stellvertreter in diesem Seelsorgebereich, zum Vicarius Castrensis (Militärvikar) des österreichischen Bundesheeres, ernannt.
Organisatorisch erfolgte mit Erlass vom 5. April 1960 unter Auflösung der bisherigen Abteilung für Militärseelsorge die Bildung des Militärvikariates und des Evangelischen Militärseelsorgeamtes als dem Bundesministerium für Landesverteidigung unmittelbar nachgeordnete Dienststellen.
Mit 14. Dezember 1963 übernahm König die St.-Georgs-Kirche in der Theresianischen Militärakademie in Wiener Neustadt in feierlicher Weise. Damit wurde an die traditionsreiche Beziehung der Militärseelsorge zu dieser Stadt angeknüpft. König nahm die Funktion des Militärvikars trotz seiner zahlreichen anderen Aufgaben bis 7. Mai 1969 wahr. In seiner Amtszeit erfolgte eine personelle und organisatorische Konsolidierung der Militärseelsorge im Bundesheer.
Im Februar des Jahres 1969 konstituierte sich die Arbeitsgemeinschaft Katholischer Soldaten als Katholische Aktion der Militärseelsorge, deren Mitglieder bisher als einzelne oder in kleineren Gruppen die Militärseelsorger unterstützt hatten.
Wegen der hohen Arbeitsbelastung des Wiener Erzbischofs König musste dieser sein Amt als Militärvikar zurücklegen. Papst Paul VI. bestellte mit 8. Mai 1969 Bischof Franz Žak, Diözesanbischof von St. Pölten, zum neuen Militärvikar. Žak war der fünfte Bischof der Diözese St. Pölten, der der Militärseelsorge vorstand.
Im April des Jahres 1974 fanden in Österreich die ersten Pfarrgemeinderatswahlen statt, damit wurden auch im Bereich des Militärvikariates erstmals Militärpfarrgemeinderäte gewählt.
Die Entwicklung des Heeres in der Zeit nach 1973 war geprägt durch das Konzept der Raumverteidigung. Die erhöhte Bedeutung der Reservetruppen, der Miliz sowie die Beteiligung Österreichs an friedenserhaltenden Operationen der Vereinten Nationen (u. a. durch Stationierung der österreichischen UN-Kontingente auf Zypern und am Golan) fanden auch in der Konzeption der Militärseelsorge ihren Niederschlag. Die Erhöhung der Zahl der Reserveverbände wie auch die Militärseelsorge bei den beiden UN-Kontingenten bewirkten eine verstärkte Einbeziehung von Seelsorgern aus dem zivilen Bereich als Militärseelsorger der Reserve.
Am 10. August 1983 erließ der Militärvikar eine Verfügung über die Militärseelsorge im Bundesheer. Darin wurden der Jurisdiktionsbereich des Militärvikars, die Aufgaben des Militärprovikars und des Militärvikariates, die Militärpfarren mit ihrem Amtssitz und die wichtigsten Aufgaben der Militärseelsorger dargestellt. In dieser Verfügung wird erstmals parallel zur Bezeichnung Militärvikar auch die Bezeichnung Militärbischof verwendet.
Im gleichen Jahr trat am 1. Adventsonntag der neue Codex Iuris Canonici in Kraft. Im März des Jahres 1984 wurden zusammenfassende Richtlinien für den „Militärseelsorgedienst im Bundesheer“ erlassen, die sowohl für die katholische wie auch für die evangelische Militärseelsorge gelten. Sie behandeln in erster Linie Ziele und Durchführung des Lebenskundlichen Unterrichtes, die seelsorgliche Betreuung sowie organisatorische und administrative Angelegenheiten der Militärseelsorge.

### Meilenstein Apostolische KonstitutionSpirituali militum curae
Bis zur Erlassung der Apostolischen Konstitution Spirituali militum curae durch Papst Johannes Paul II. am 21. April 1986 lagen die vollen bischöflichen Rechte für die Militärseelsorge beim Papst. War der für die Militärseelsorge verantwortliche Bischof bislang also als Vicarius Castrensis Stellvertreter des Papstes für diesen Bereich, wurden nun die vollen bischöflichen Rechte einem Bischof des jeweiligen Staates übertragen. Die Apostolische Konstitution sah nun die Möglichkeit vor, einen eigenen Militärbischof, der einem Diözesanbischof gleichgestellt war, zu ernennen. Seine Jurisdiktion ist zu der des jeweiligen zuständigen Diözesanbischofs kumulativ.
Am 12. November 1986 ernannte Papst Johannes Paul II. den bisherigen Sekretär der österreichischen Bischofskonferenz, Prälat Alfred Kostelecky, zum ersten Militärbischof von Österreich. Mit der feierlichen Weihe von Kostelecky am 14. Dezember 1986 im Dom zu Stephan in Wien durch Erzbischof Hans Hermann Kardinal Groer zum Bischof begann ein neues Kapitel in der Geschichte der österreichischen Militärseelsorge. Mit Antritt seines Amtes als Militärbischof von Österreich begann Kostelecky das Gesicht der „10. Diözese“ schrittweise zu verändern.
Am 15. April des Jahres 1987 wurde das Militärvikariat in Militärordinariat umbenannt und es wurden durch den nunmehrigen Militärordinarius die für die Verwaltung der Diözese notwendigen Organe und Räte gebildet. Soweit es sich um Funktionen handelte, die durch Laien wahrzunehmen waren, zog der Militärbischof hierfür in erster Linie Angehörige der Arbeitsgemeinschaft Katholischer Soldaten (AKS) heran.
Es galt nun in einer möglichst kurzen Zeit die durch die neue kirchenrechtliche Situation notwendig gewordenen Maßnahmen zu setzen. Zudem waren auch eine Reihe von Personalmaßnahmen vorzubereiten und einzuleiten, um die bereits bestehende Struktur der Militärseelsorge aufrechtzuerhalten und womöglich zu verdichten.
Alfred Kostelecky war neben seinem besonderen Engagement in kirchenrechtlichen Fragen auch der Kirchengeschichte und der Tradition verbunden, wie seine zahlreichen Funktionen deutlich machten. Ihm war es immer wieder ein Anliegen, historische Bezüge aufzuzeigen und die Verbindung zur Gegenwart herzustellen. So wirkte er maßgeblich daran mit, dass das seinerzeitige Bistum Wiener Neustadt, das 1783 aufgehoben worden war, zum Titularbistum wurde. Papst Johannes Paul II. kam dann am 10. Februar 1990 seinem Wunsch nach, auf dieses Bistum transferiert zu werden.
Erstmals wurde im Dezember des Jahres 1988 durch Bundesminister Robert Lichal ein grundlegender Erlass über die Besonderheiten des Dienstes für Angehörige religiöser Minderheiten (in erster Linie für Muslime und Juden) verfügt. Waren die bisher ergangenen Regelungen religiöser Angelegenheiten fast ausschließlich für christliche Soldaten bestimmt, so wurde nun für Gläubige anderer staatlich anerkannter Religionsgemeinschaften eine Regelung ihrer religiösen Praxis während ihres Dienstes im Bundesheer erlassen.
Nach dem Tod Kosteleckys übernahm mit 22. Februar 1994 Christian Werner als Militärordinarius die Leitung des Militärordinariates. Besondere Anliegen Werners sind die Pastoral und die europäische Zusammenarbeit der Militärseelsorgen auf europäischer und internationaler Ebene.
Zurzeit (2006) sind im Bundesheer 22 katholische Militärgeistliche im Einsatz.

### Militärpfarre
Bei einer Militärpfarre handelt es sich um eine Personalpfarrei für Angehörige des Militärs und ihre Familien. In Österreich bestehen derzeit (2018) 16 Militärpfarren, hinzu kommen drei im Ausland an Standorten, an denen das Bundesheer in internationalen Einsätzen im Einsatz ist (Stand Februar 2018: Bosnien, Kosovo und Libanon).

## Evangelische Militärseelsorge
Die evangelische Militärseelsorge untersteht in geistlichen Belangen dem Oberkirchenrat der Evangelischen Kirche A. u. H. B. in Österreich. Zurzeit (2020) sind im Bundesheer 7 evangelische Militärpfarrer unter der Leitung von Militärsuperintendent Karl-Reinhart Trauner im Einsatz. Der Sitz der Militärsuperintendentur ist in Wien im Amtsgebäude Spannocchi (vormals „Amtsgebäude Stiftgasse“) im 7. Wiener Gemeindebezirk. Untergliedert ist die Evangelische Militärseelsorge in sieben Seelsorgebereiche. Neben dem Seelsorgebereich des Militärseniors (zuständig für Zentralstelle des BMLV und nachgeordnete Dienststellen in Wien) sind in Niederösterreich, Burgenland (betreut auch die Truppen und Dienststellen des MilKdo Wien), Kärnten und Oberösterreich jeweils Militärpfarren den Militärkommanden zugeteilt, in der Steiermark und Salzburg ist die Militärpfarre dem Kommando Streitkräfte unterstellt. Zur Militärpfarre Salzburg gehören auch die Bundesländer Tirol und Vorarlberg.

## Jüdische Militärseelsorge
Eine seelsorgliche Betreuung jüdischer Soldaten, die erst seit 1788 unter Kaiser Joseph II. zum Militärdienst zugelassen wurden, war anfangs nicht vorgesehen. Der Bedarf der seelsorglichen Betreuung des steigenden Anteils jüdischer Soldaten an der k.u.k. Armee wurde 1866 intensiv diskutiert und 1874 Rabbiner Alexander Kisch (1848–1917) zum ersten Feldrabbiner der Reserve ernannt. Er organisierte auch die in Friedenszeiten gültige Struktur der jüdischen Militärseelsorge in Österreich. Die Betreuung jüdischer Soldaten erfolgte in Friedenszeiten durch örtliche zivile Rabbiner.
Derzeit erfolgt die religiöse Betreuung der jüdischen Soldaten im Auftrag des Oberrabbiners.

## Islamische Militärseelsorge
Mit der Aushebung bosnischer Rekruten nach der Okkupation Bosnien-Herzegowinas 1881 und somit der Existenz islamischer Soldaten in der k.u.k. Armee wurden spezielle Vorschriften für die Wahrung der religiösen Bedürfnisse und Gebräuche der bosnischen Wehrpflichtigen erlassen. 1882 kam es somit mit der Ernennung eigener Feldimame zur Errichtung einer islamischen Militärseelsorge und zur Errichtung einer eigenen Militärmoschee.
Durch den wachsenden Anteil von Muslimen an der österreichischen Bevölkerung ist die Frage nach einer institutionalisierten islamischen Militärseelsorge Anfang des 21. Jahrhunderts wieder aktuell geworden. Derzeit (2020) wird die islamische Militärseelsorge von zwei Seelsorgern, je einem für Ost- und für Westösterreich, wahrgenommen.
Die Militärseelsorge für die Aleviten beim Bundesheer wird durch den Präsidenten der Alevitischen Glaubensgemeinschaft in Österreich wahrgenommen.

## Orthodoxe Militärseelsorge
Mit dem Beschluss der Orthodoxen Bischofskonferenz, durch die alle in Österreich anerkannten Orthodoxen Kirchen sowie alle in Österreich lebenden orthodoxen Christen vertreten sind, wurde am 1. Juli 2011 die Orthodoxe Militärseelsorge ins Leben gerufen. Die Orthodoxe Militärseelsorge hat es bereits in der k. u. k. Monarchie gegeben; es gab sogar einen orthodoxen Militärbischof. Die Orthodoxe Kirche besteht aus 15 unabhängigen, so genannten „autokephalen“ Kirchen, von denen jede ihr eigenes Oberhaupt (Patriarchen, Metropoliten) hat. Doch in Fragen des Glaubens und der liturgischen Tradition stehen die nationalen orthodoxen Kirchen miteinander in voller kanonischer Übereinstimmung und bilden somit eine Kommunionsgemeinschaft.